# Scartelaos
Scartelaos là một chi của họ cá Oxudercidae.

## Các loài
Chi này hiện hành có các loài sau đây được ghi nhận:
- Scartelaos cantoris (F. Day, 1871)
- Scartelaos gigas Y. T. Chu & H. W. Wu, 1963
- Scartelaos histophorus (Valenciennes, 1837) (Walking goby)
- Scartelaos tenuis (F. Day, 1876)